# La Lupe
Guadalupe Victoria Yolí Raymond (* 23. Dezember 1936 in Santiago de Cuba; † 29. Februar 1992 in New York City), besser bekannt unter ihrem Künstlernamen La Lupe, war eine kubanische Sängerin.

## Leben und Werk
Geboren wurde sie als Tochter eines Arbeiters der Bacardi-Destillerie in Santiagos Viertel San Pedrito. Vor ihrer Sängerinnenkarriere war sie Lehrerin. 1958 heiratete sie und trat mit ihrem Mann Eulogio „Yoyo“ Reyes und einer weiteren Sängerin auf. Dieses Trio „Los Tropicuba“ löste sich 1960 auf. La Lupe begann eine Solokarriere in einem Nachtclub in Havanna, La Red. Ihr erstes Album, Con el Diablo en el Cuerpo (Mit dem Teufel im Körper) brachte 1961 das Label Discuba heraus.
1962 wanderte sie in die Vereinigten Staaten von Amerika aus. In New York City trat sie in dem Cabaret La Barraca auf, wo sie von Mongo Santamaría entdeckt wurde. In den nächsten fünf Jahren brachte sie zehn Alben heraus.
Sie sang in verschiedenen Stilen kubanischer Musik wie Son montuno und Bolero, aber auch in anderen karibischen Stilen wie Merengue, Boogaloo, Plena und Bomba. In den 1960er Jahren hatte sie großen Erfolg in New York City mit Tito Puente. Sie war die erste lateinamerikanische Sängerin, die ein ausverkauftes Konzert im Madison Square Garden gab. Sie coverte viele englische Lieder auf Spanisch, unter anderem Yesterday, Twist & Shout, Dominique von The Singing Nun, Unchained Melody, Fever und America aus dem Musical West Side Story.
Sie war Anhängerin der Santería. In den späten 1970er Jahren beendete ihr Label Fania Records den Vertrag, vor allem, weil man auf die weniger umstrittene Celia Cruz setzte. Anfang der 1980er Jahre war Lupe mittellos. Sie starb in der Bronx und hinterließ ihren Mann William Garcia, ihre Tochter Rainbow, und ihren Sohn von Eulogio Reyes, Rene Camaro.

## Rezeption
In den 1990er Jahren wurde das Interesse an ihr dadurch wiederbelebt, dass Regisseur Pedro Almodóvar ihren Bolero „Puro Teatro“ im Soundtrack seines Films Frauen am Rande des Nervenzusammenbruchs verwendete. 2002 wurde die East 140th Street in der Bronx zu ihrem Gedenken in La Lupe Way umbenannt.
La Lupes Leben ist Thema des 2006 uraufgeführten Theaterstücks La Gran Tirana (Die große Tyrannin) des kubanischen Autors Carlos Padrón. An ihrer Lebensgeschichte orientiert sich auch der kubanische Spielfilm La Mala der Regisseure Lilian Rosado und Pedro Pérez Rosado von 2008.

## Diskographie
- „Con el Diablo en el Cuerpo“, 1960.
- „La Lupe is Back“, 1961.
- Mongo Introduces La Lupe", 1963.
- „The King Swings, the Incredible Lupe Sings“, 1965. (mit Tito Puente).
- „Tú y Yo“, 1965. (mit Tito Puente).
- „Homenaje a Rafael Hernández“, 1966. (mit Tito Puente).
- „La Lupe y su Alma Venezolana“, 1966.
- „A mí me llaman La Lupe“, 1966.
- „The King and I“, 1967. (mit Tito Puente).
- „The Queen Does Her Own Thing“, 1967.
- „Two Sides of La Lupe“, 1968.
- „Queen of Latin Soul“, 1968.
- „La Lupe's Era“, 1968.
- „La Lupe is The Queen“, 1969.
- „Definitely La Yiyiyi“, 1969.
- „That Genius Called The Queen“, 1970.
- „La Lupe en Madrid“, 1971.
- „Stop, I'm Free Again“, 1972.
- ¿Pero Cómo va ser?, 1973.
- „Un Encuentro con La Lupe“, 1974.
- „Lo Mejor De la Lupe“ Compilation, 1974.
- „One of a Kind“, 1977.
- „Apasionada“ Compilation, 1978.
- „La Pareja“, 1978. (mit Tito Puente).
- „En Algo Nuevo“, 1980.